# Узовски Шалгов
Узовски Шалгов (слч. Uzovský Šalgov) насељено је мјесто са административним статусом сеоске општине (слч. obec) у округу Сабинов, у Прешовском крају, Словачка Република.

## Становништво
| Година:    | 1994. | 2004.   | 2014.   | 2024.    |
| ---------- | ----- | ------- | ------- | -------- |
| Број људи: | 577   | 570     | 602     | 669      |
| Разлика:   |       | -1,21 % | +5,61 % | +11,12 % |

| Година:    | 2023. | 2024.   |
| ---------- | ----- | ------- |
| Број људи: | 656   | 669     |
| Разлика:   |       | +1,98 % |

Према подацима о броју становника из 2011. године насеље је имало 610 становника.